# 山地秀樹
山地 秀樹（やまじ ひでき、1962年2月6日 - ）は、日本の外交官。香川県出身。北米局北米第一課企画官、総合外交政策局宇宙海洋安全保障室長や領事局ハーグ条約室長を経て、2022年5月から2023年10月にかけて在セブ総領事を務めた。

## 学歴
- 早稲田大学教育学部卒業（文学士）[1]
- オーストラリア国立大学（ANU）大学院修了（国際関係論修士）[1]

## 経歴
- 1986年: 外務省入省。条約局国際協定課、欧亜局大洋州課で勤務[1]
- 1989年: 在オーストラリア日本国大使館三等書記官[1]
- 1992年: 在タイ日本国大使館二等書記官[1]
- 1994年: 総合外交政策局安全保障政策課事務官[1]
- 1997年: 国際情報局分析第一課事務官（安保班長）[1]
- 2000年: 北米局日米安保課日米地位協定室課長補佐（地位協定班長）[1]
- 2003年: 安全保障専門官認定[1]
- 2003年: 在アメリカ合衆国日本国大使館一等書記官、ブルッキングス研究所北東アジア政策研究センター客員研究員[1]
- 2004年: 国際情報統括官組織第二国際情報官室首席事務官[1]
- 2007年: 在オマーン日本国大使館次席館員[1]
- 2010年: 軍備不拡散・科学部国際原子力協力室首席事務官[1]
- 2013年: 在ザンビア日本国大使館次席公使参事官[1]
- 2015年: 北米局北米第一課企画官、後に北米交流室長[1]
- 2018年: 総合外交政策局海上安全保障政策室長[1]
- 2019年: 総合外交政策局宇宙海洋安全保障政策室長[1]
- 2020年: 領事局ハーグ条約室長[1]
- 2022年: 在セブ総領事[1][2]
- 2024年：大臣官房儀典組織儀典外国公館室長
- 2025年：外務省定年退職
- 2025年：天理大学客員教授就任

## 論文
- 「―東南アジア非核地帯条約の背景と意義―ASEANによる広域安全保障の追求」（『外務省調査月報』2001年、No.3）[1]
- “Policy Recommendation for Japan: Unification of the Korean Peninsula”, Working Papers by CEAP visiting fellows, No.30, Brookings Institution, July 2004.[1]